# Каналы гребного слалома

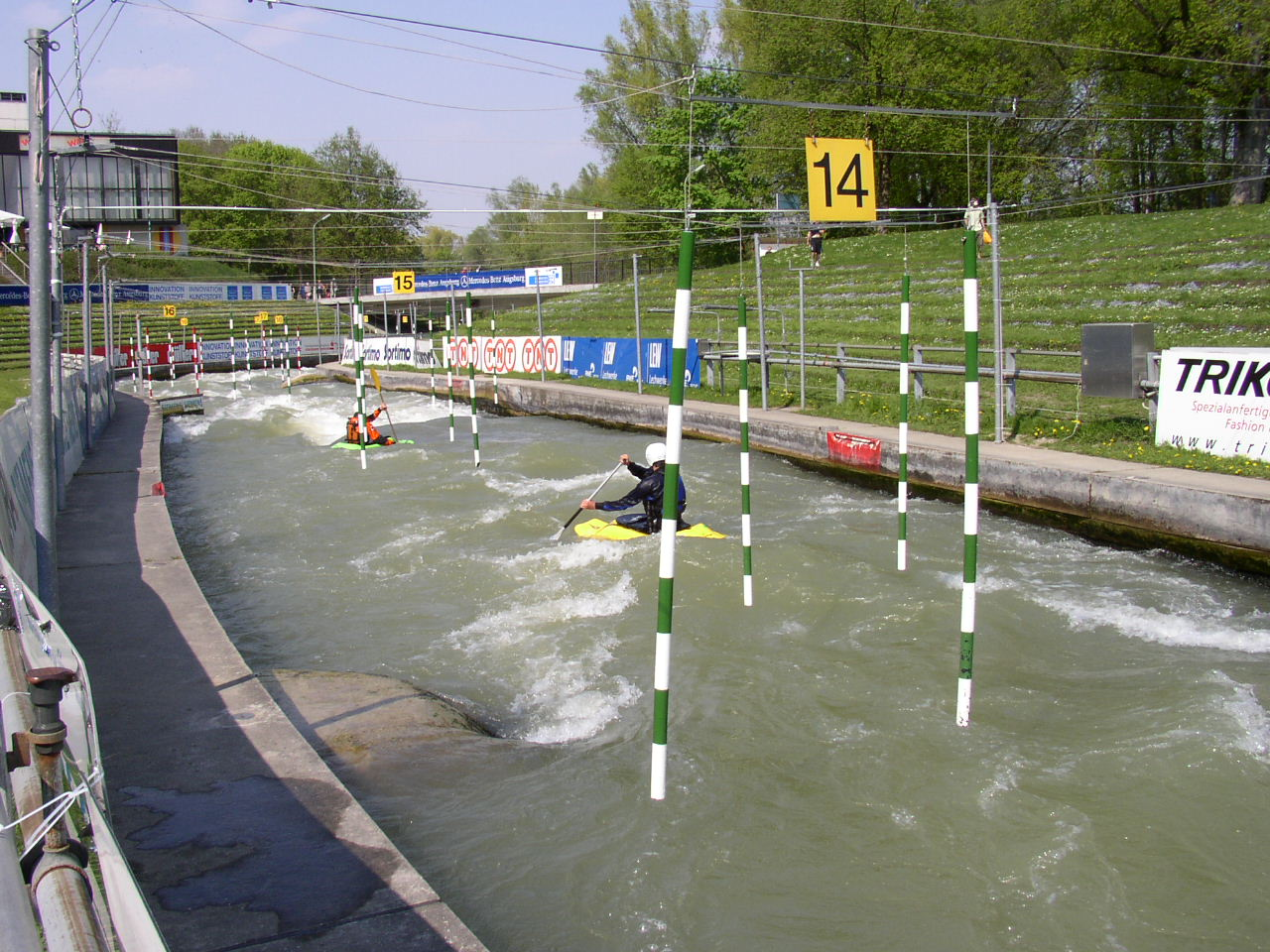
Канал в Аугсбурге, Германия

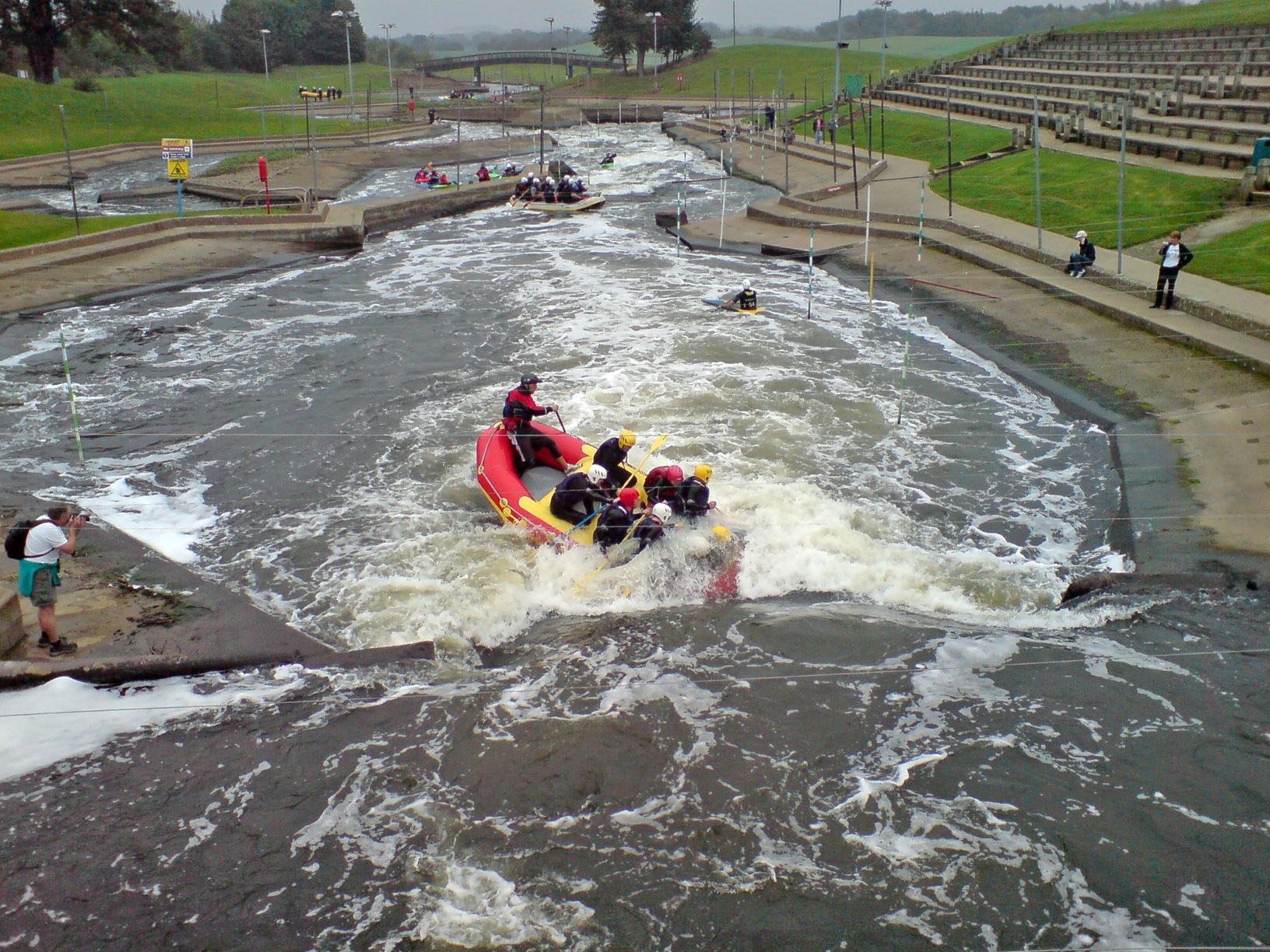
Канал в Holme Pierrepont, Англия

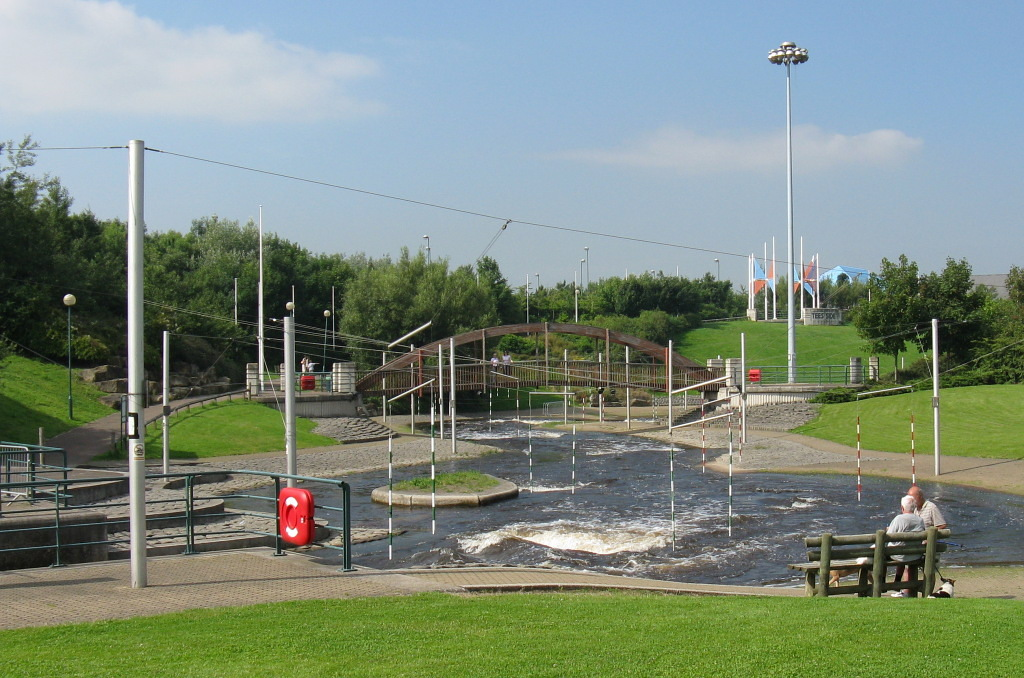
Канал Teesside White Water Course

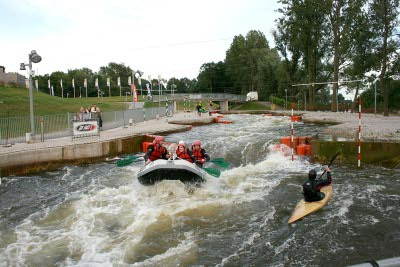
Канал Dutch Water Dreams, Голландия

Для проведения соревнований по гребному слалому, которые включены в Олимпийские игры, необходимо иметь каналы с бурным потоком воды. Каналы для соревнований могут быть оборудованы в естественном русле реки. В настоящее время на ответственных соревнованиях используются искусственные каналы для гребного слалома. По сравнению с естественным каналами, искусственные имеют несколько преимуществ. Искусственные сооружаются в легкодоступных местах, более безопасны, не имеют опасных уровней колебаний воды.

## История
В Олимпийские соревнования гребной слалом вошел в 1972 году. К этому времени в Германском городе Аугсбурге, около Мюнхена был построен первый искусственный канал с полностью забетонированным руслом.
В течение следующих сорока лет в мире было создано около пятидесяти искусственных каналов. Для проведения Олимпийских игр с гребным слаломом канал должен иметь длину не менее 250 и не более 400 метров, уклон в 2—3 % (2—3 м падения воды на 100 м длины канала), средний расход воды должен составлять 16 куб. м./сек.
Для проведения международных соревнований строятся два канала: соревновательный и тренировочный, различающиеся по длине, перепаду, расходу воды и уровню сложности препятствий. В качестве водных препятствий могут быть камни, пластиковые конструкции, автомобильные шины.
На создание каналов тратятся большие средства. Так канал в Пентрисе, Австралия стоил 6 млн австралийских долларов, на строительство Лондонского Lee Valley затрачено 31 млн фунтов стерлингов.
В РФ чемпионаты России, Кубок России и другие крупные соревнования по гребному слалому проводятся на реке Перетна в Центре гребного слалома в г. Окуловка, Новгородской области.

## Типы каналов

Примерная трасса для гребного слалома

Существуют три основных типа искусственных каналов Artificial whitewater (в английском словосочетании whitewater имеется в виду наличие в бурном потоке воды белой водной пены):

### Канал с отведением потока
Канал создается запруживанием реки, отведением её потока от основного, созданием на реке плотины.

### Приливные каналы
В устьях рек с большими морскими приливами создается искусственное заграждение. Заграждение открывается во время прилива, чтобы позволить морской воде зайти в канал, а затем закрывается. Накопленная вода пропускается через искусственный канал, создавая необходимый поток.

### Канал с накачиванием воды
Для создания потока воды используются мощные электрические насосы. Вода закачивается в верхнюю часть канала и спускается вниз по течению.
Для создания потока воды насосы должны закачивать до 15 кубических метров воды в секунду на высоту 5 метров. Такие каналы обычно имеют длину 300 метров и круглую или U-образную форму.

## Олимпийские каналы
- 1972 — Канал в Аугсбурге, Германия. С отведением стока.
- 1992 — Канал Parc Olímpic del Segre в Сеу-де-Уржель, Испания. С отведением стока.
- 1996 — Ocoee Whitewater Center, Теннесси, США. Канал с изменением русла реки.
- 2000 — Penrith Whitewater Stadium, близ Сиднея, Австралия. Канал с накачиванием воды.
- 2004 — Helliniko Olympic Canoe/Kayak Slalom Centre, Афины, Греция. С накачиванием воды.
- 2008 — Олимпийский аквапарк Шуньи, Пекин, Китай. С накачиванием воды.
- 2012 — Lee Valley White Water Centre, Лондон, Англия. С накачиванием воды.
- 2016 — Олимпийский гребной стадион, Рио-де-Жанейро. С накачиванием воды.